# Clio (Karolina Południowa)
Clio – miasto w Stanach Zjednoczonych, w stanie Karolina Południowa, w hrabstwie Marlboro.